# کرستین نورماند

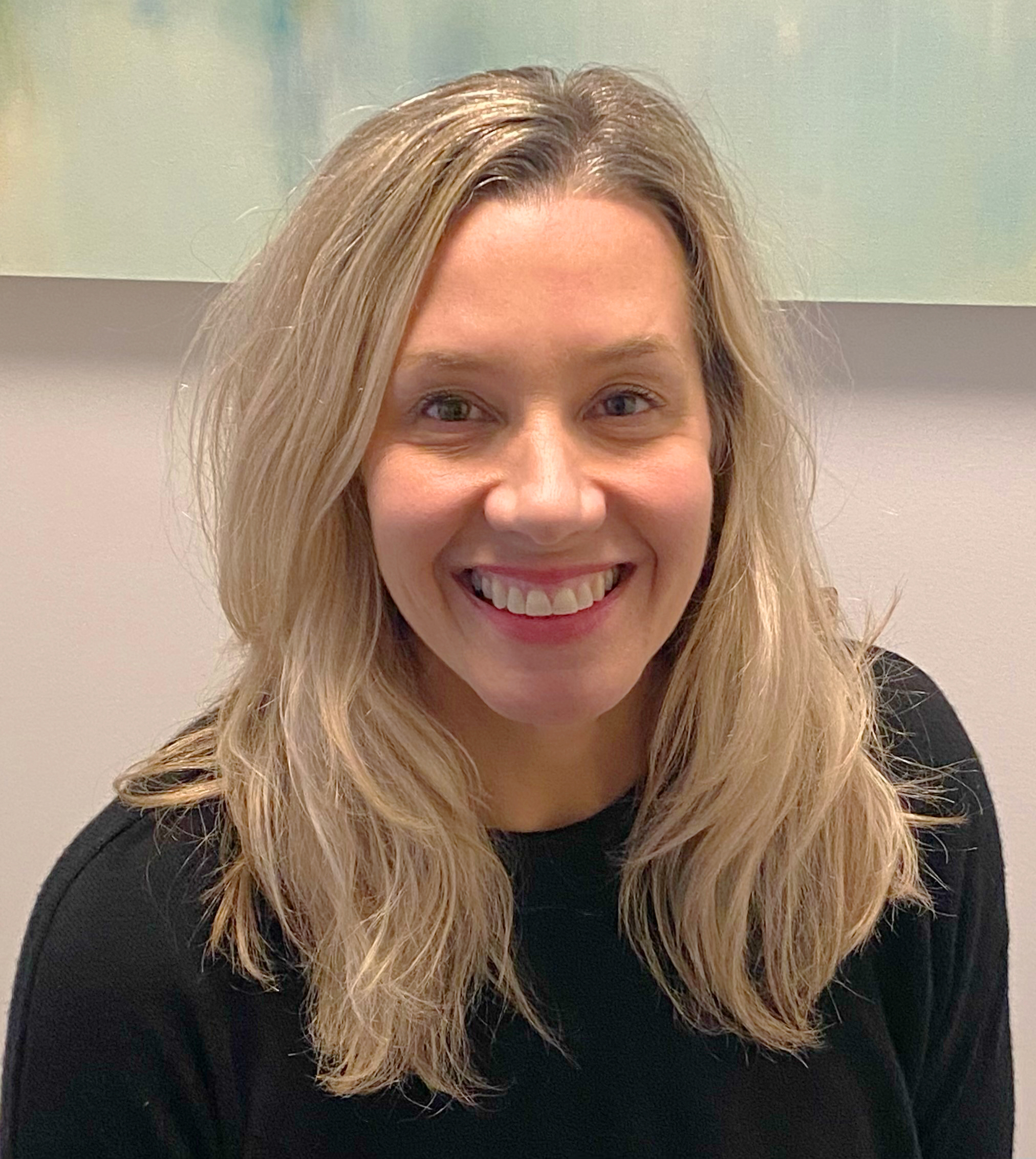
کرستین نورماند در سال ۲۰۲۱

کرستین نورماند (انگلیسی: Kirstin Normand؛ زادهٔ ۱۰ ژوئن ۱۹۷۴) شناگر اهل کانادا است.